# Eleição para governador de Rhode Island em 2010
A eleição para governador do estado norte-americano de Rhode Island em 2010 foi realizada em 2 de novembro de 2010 e elegeu o governador do estado de Rhode Island.
Com 90% dos votos, o candidato independente Lincoln Chafee foi declarado vencedor com 36% dos votos, 2% a mais que o republicano John Robitaille.

## Primária Democrata

### Candidatos
- Frank Caprio, tesoureiro estadual[2]

### Resultados
| Primária Democrata | Primária Democrata | Primária Democrata | Primária Democrata | Primária Democrata | Primária Democrata |
| Partido            | Partido            | Candidato          | Votos              | %                  |                    |
| ------------------ | ------------------ | ------------------ | ------------------ | ------------------ | ------------------ |
|                    | Democrata          | Frank Caprio       | 73.142             | 100%               |                    |
|                    | Total:             | Total:             | 73.142             | 100%               |                    |

## Primária Republicana

### Candidatos
- Victor Moffitt, ex-representante estadual
- John Robitaille

### Resultados
| Primária Republicana | Primária Republicana | Primária Republicana | Primária Republicana | Primária Republicana | Primária Republicana |
| Partido              | Partido              | Candidato            | Votos                | %                    |                      |
| -------------------- | -------------------- | -------------------- | -------------------- | -------------------- | -------------------- |
|                      | Republicano          | John Robitaille      | 13.204               | 70,17%               |                      |
|                      | Republicano          | Victor Moffitt       | 5.613                | 29,83%               |                      |
|                      | Total                | Total                | 18.817               | 100%                 |                      |

## Eleição geral

### Candidatos

#### Candidaturas maiores
- Frank Caprio (D)
- Lincoln Chafee (I)
- John Robitaille (R)

#### Candidaturas menores
- Ronald Algieri (I)
- Ken Block (M)[5]
- Todd Giroux (I)
- Joseph Lusi (I) [6]

### Campanha
A campanha chamou a atenção nacional no final de outubro, quando o presidente Barack Obama, não endossou Caprio e sim Chaffee.

### Pesquisas
| Fonte             | Data                      | Independente   | Democrata    | Republicano     | Moderado  |
| Fonte             | Data                      | Lincoln Chafee | Frank Caprio | John Robitaille | Ken Block |
| ----------------- | ------------------------- | -------------- | ------------ | --------------- | --------- |
| WJAR Channel 10   | 23-26 de outubro de 2010  | 35%            | 25%          | 28%             | 2%        |
| Rasmussen Reports | 21 de outubro de 2010     | 35%            | 28%          | 25%             | —         |
| WJAR Channel 10   | 4-6 de outubro de 2010    | 33%            | 37%          | 22%             | 2%        |
| Rasmussen Reports | 6 de outubro de 2010      | 33%            | 30%          | 22%             | 4%        |
| Brown University  | 27-29 de setembro de 2010 | 23%            | 30%          | 14%             | 2%        |
| WPRI-TV           | 22-26 de setembro de 2006 | 30%            | 33%          | 19%             | 4%        |
| Rasmussen Reports | 16 de setembro de 2010    | 33%            | 30%          | 23%             | 5%        |
| Quest Research    | 15-17 de setembro de 2010 | 24%            | 36%          | 13%             | 2%        |
| Rasmussen Reports | 17 de agosto de 2010      | 32%            | 38%          | 20%             | —         |
| Brown University  | 27-30 de julho de 2010    | 26%            | 28%          | 7%              | 3%        |
| Rasmussen Reports | 21 de julho de 2010       | 37%            | 30%          | 23%             | —         |
| Rasmussen Reports | 1 de junho de 2010        | 35%            | 32%          | 25%             | —         |
| Rasmussen Reports | 21 de abril de 2010       | 33%            | 34%          | 21%             | —         |
| Rasmussen Reports | 25 de fevereiro de 2010   | 37%            | 27%          | 19%             | —         |
| Brown University  | 9-12 de fevereiro de 2010 | 34%            | 28%          | 12%             | —         |

### Resultados
| Eleição para governador de Rhode Island em 2010 | Eleição para governador de Rhode Island em 2010 | Eleição para governador de Rhode Island em 2010 | Eleição para governador de Rhode Island em 2010 | Eleição para governador de Rhode Island em 2010 | Eleição para governador de Rhode Island em 2010 | Eleição para governador de Rhode Island em 2010 |
| Partido                                         | Partido                                         | Candidato                                       | Votos                                           | %                                               |                                                 |                                                 |
| ----------------------------------------------- | ----------------------------------------------- | ----------------------------------------------- | ----------------------------------------------- | ----------------------------------------------- | ----------------------------------------------- | ----------------------------------------------- |
|                                                 | Independente                                    | Lincoln Chafee                                  | 123.571                                         | 36,10%                                          |                                                 |                                                 |
|                                                 | Republicano                                     | John Robitaille                                 | 114.911                                         | 33,57%                                          |                                                 |                                                 |
|                                                 | Democrata                                       | Frank Caprio                                    | 78.896                                          | 23,04%                                          |                                                 |                                                 |
|                                                 | Moderado                                        | Ken Block                                       | 22.146                                          | 6,46%                                           |                                                 |                                                 |
|                                                 | Independente                                    | Joeseph Lusi                                    | 1.091                                           | 0,31%                                           |                                                 |                                                 |
|                                                 | Independente                                    | Todd Giroux                                     | 882                                             | 0,25%                                           |                                                 |                                                 |
|                                                 | Independente                                    | Ronald Algieri                                  | 793                                             | 0,23%                                           |                                                 |                                                 |
|                                                 |                                                 | Total                                           | Total                                           | 342.290                                         | 342.290                                         |                                                 |